# Reading, Michigan
Reading [ˈrɛdɪŋ] är en ort i Hillsdale County i Michigan i USA. Vid 2020 års folkräkning hade Reading 1 094 invånare.